# Kinder, Louisiana
Kinder är en kommun (town) i Allen Parish i Louisiana. Vid 2010 års folkräkning hade Kinder 2 477 invånare.